# واسپول
واسپول، روستایی است از توابع بخش کلاردشت شهرستان چالوس در استان مازندران ایران.

## جمعیت
این روستا در دهستان کوهستان (چالوس) قرار دارد و براساس سرشماری مرکز آمار ایران در سال ۱۳۸۵، جمعیت آن ۱۳ نفر (۴خانوار) بوده‌است.

## جستار های وابسته
- شهرستان چالوس
- کلاردشت